# Lionel Ngakane
Lionel Ngakane (17 de julho de 1920 — 26 de novembro de 2003) foi um produtor de cinema sul-africano e ator.
Nascido em Pretória, Ngakane foi educado na Universidade de Fort Hare e Universidade de Witwatersrand. Em 1950, ele começou sua carreira no cinema como assistente de direção e ator na versão cinematográfica de Cry, the Beloved Country, dirigido por Zoltan Korda. Pouco tempo depois Ngakane foi para o exílio no Reino Unido. Como ator, ele apareceu em filmes, incluindo The Mark of the Hawk em 1957 (com Eartha Kitt), na televisão - Quatermass and the Pit (1958) e da série de espionagem Danger Man (1962), com Patrick McGoohan.
Ngakane retornou à África do Sul após o fim do apartheid, em 1994.